# Agencia para el Desarrollo de la Defensa
La Agencia para el Desarrollo de la Defensa Coreana  ( ADD, coreano: 국방과학연구소 (); Hanja: 國防科學硏究所 ) es la agencia nacional de Corea del Sur para la investigación y el desarrollo de tecnología de defensa. Fue establecida en agosto de 1970 bajo la bandera de la defensa nacional autosuficiente promovida por el presidente Park Chung Hee . 
Su propósito es contribuir a reforzar la defensa nacional y mejorar la capacidad nacional de I+D. La ADD se centra en sistemas de armas centrales y desarrollo de tecnología clave, y estudia las principales plataformas de armas en campos de alto riesgo y no económicos, no tripulados y avanzados, y nuevos sistemas de armas para el futuro.

## Historia
Después de la Guerra de Corea, que terminó en un armisticio en lugar de un acuerdo de fin de guerra, Corea del Sur y Corea del Norte entraron en conflicto en la Guerra Fría. Desde el Tratado de Defensa Mutua firmado en octubre de 1953, Corea del Sur ha estado haciendo esfuerzos para reconstruir su economía mientras recibe ayuda militar de Estados Unidos .  A pesar de la ayuda militar de Estados Unidos y el extranjero, en julio de 1954, Rhee Syng-man, entonces primer presidente del gobierno de Corea del Sur, estableció el Instituto de Investigación Científica del Ministerio de Defensa Nacional para fomentar la producción de defensa independiente, y el intento del gobierno de Corea del Sur de producir sus propios suministros militares ha contribuido a la localización de suministros militares, como alimentos militares, uniformes de combate y componentes de defensa que dependían únicamente de la ayuda exterior.  
Después de que se anunciara la Doctrina Nixon el 25 de julio de 1969, alrededor de 20.000 tropas estadounidenses en Corea del Sur se retiraron, creando una atmósfera de reconciliación entre Estados Unidos y el Bloque del Este. El presidente Park Chung-hee, en el poder desde diciembre de 1963, creía que la retirada de la Doctrina Nixon y de las tropas estadounidenses de Corea del Sur debilitaría el poder militar de Corea del Sur, que dependía de Estados Unidos, y con las provocaciones militares de Corea del Norte contra el Sur, que comenzaron a finales de los años 1960, crecieron aún más, el gobierno surcoreano comenzó a sentir la necesidad de una defensa nacional autosuficiente, que no dependiera de la ayuda militar estadounidense. Posteriormente, en agosto de 1970, se creó la Agencia para el Desarrollo de la Defensa y, en noviembre del año siguiente, inició un proyecto de desarrollo de defensa independiente llamado Desarrollo de Prototipos de Emergencia de Armas Básicas.